# Miguel Ángel de la Campa y Caraveda
Miguel Ángel de la Campa y Caraveda (La Habana, Cuba, 8 de diciembre de 1882 – Miami, Florida, 19 de agosto de 1965) fue un diplomático, abogado y escritor cubano.

## Biografía
Campa era hijo de los españoles Miguel Ángel de la Campa-Alvarodíaz y María Teresa Caraveda. Se graduaó del Colegio de Belén en el año 1900 y, posteriormente, de la Facultad de Leyes de la Universidad de La Habana.
Prestó servicios en los cuerpos diplomáticos cubanos de 1906 a 1958. Fue embajador de Cuba en España, Italia, México, Japón, y las Naciones Unidas. Fue Ministro de Estado de Cuba en dos ocasiones, primero de 1937 a 1940, y de nuevo entre 1952 y 1955. 
También fue fiscal general y ministro de Defensa. Su último cargo fue el de embajador de Cuba en los Estados Unidos (1955–1958), cargo al que renunció cuando el general Fulgencio Batista fue derrocado por Fidel Castro. Recibió condecoraciones de más de 35 países, tales como la Legión de Honor de Francia y la Orden de Isabel la Católica de España.
Contrajo matrimonio con María Teresa Roff (fallecida el 7 de diciembre de 1952) el 12 de diciembre de 1907, en la Iglesia de San Honorato, en París, Francia. Tuvieron cinco hijos: María Teresa (1917-) (casada en primeras nupcias con Guillermo de Zendegui y en segundas nupcias con Luis Andres Vargas Gomez), Miguelina (1919-) (casada con Octavio A. Averhoff), Berta (1911–1999), Miguel Ángel (1922–1984), y Alberto de la Campa y Roff (1918–1964). Vivían en la Calle 27 #557, en El Vedado, La Habana, Cuba.